# Українське ентомологічне товариство
Українське ентомологічне товариство (Громадська організація "Українське ентомологічне товариство", УЕТ) — громадська добровільна організація, що об'єднує ентомологів — спеціалістів з комах. Засновано в 1949 році як Українське відділення Всесоюзного ентомологічного товариства. З 1992 р. виокремилося в самостійну організацію.

## Опис
Товариство є середовищем, у якому ентомологи, що розробляють ентомологічну науку у різних напрямах, успішно контактують один з іншим, плідно співпрацюючи та координуючи свою наукову, просвітницьку та колекціонерську діяльність, сприяючи найвищому розвитку науки про комах у незалежній Україні.
Членами Українського ентомологічного товариства є близько 400 осіб, серед яких співробітники наукових центрів та установ Академії наук України і Української академії аграрних наук, викладачі та студенти зоологічних кафедр вищих навчальних закладів, у тому числі ентомологи Білорусі, Росії та інших держав, а також ентомологи-аматори.
Завданнями УЕТ є сприяння організації досліджень з ентомології, публікація результатів наукових досліджень та популяризації знань з ентомології та суміжних дисциплін. 
Рада товариства знаходиться в Києві. Президент товариства — член-кореспондент НАН України В.О.Корнєєв, перший віце-президент — академік НАН України В.Г.Радченко, другий віце-президент — доктор сільськогосподарських наук О.О.Стригун, віцепрезидент за секцією „Акарологія” — доктор біологічних наук Л.О.Колодочка, вчений секретар — кандидат біологічних наук А.І.Бабицький, скарбник — кандидат біологічнких наук В.В.Кавурка. Членами Президії Ради товариства є також: В.П.Федоренко — почесний президент товариства, М.О.Калюжна, К.Б.Сухомлін, В.Л.Мєшкова, О.Г.Радченко, А.Г.Котенко, В.Ю.Назаренко, О.В.Гумовський, М.В.Круть, О.В.Мартинов, Л.П.Ющенко, Т.Ю.Маркіна. До складу Ради товариства входять також 13 голів відділень товариства[⇨]. 
Членами товариства є не тільки вчені-біологи, які спеціалізуються в фундаментальних і прикладних галузях ентомологічної науки, а також аматори, які цікавляться життям комах і павукоподібних.

## Історія Українського ентомологічного товариства
Засновано в 1949 році як Українське відділення Всесоюзного ентомологічного товариства.

## Президенти Українського ентомологічного товариства
- 1949—1962 — Звірозомб-Зубовський Євген Васильович (1890–1967), член-кореспондент Академії наук Української РСР, професор, доктор біологічних наук
- 1962—1980 — Васильєв Вадим Петрович, академік Академії наук Української РСР, професор, доктор біологічних наук
- 1980—2004 — Долін Володимир Гдаліч, член-кореспондент Академії наук Української РСР / Національної академії наук України, професор, доктор біологічних наук
- 2004—2007 — в.о. президента Покозій Йосип Трохимович, професор, доктор біологічних наук
- 2007—2023 — Федоренко Віталій Петрович, професор, академік Академії аграрних наук України
- 2023 — цей час — Корнєєв Валерій Олексійович, член-кореспондент Національної академії наук України, професор, доктор біологічних наук

## З'їзди Українського ентомологічного товариства
1975 — I з'їзд Українського відділення Всесоюзного ентомологічного товариства

## Региональні відділення Українського ентомологічного товариства
у складі УЕТ станом на 2023 рік працюють 13 відділень:
- Київське (голова — І.Г.Плющ)
- Харківське (голова — О.Г.Шатровський) / з 1993 р. зареєстроване як "Харківське ентомологічне товариство" і видає науковий журнал "Вісті Харківського ентомологічного товариства"
- Львівське (голова — В.Б.Різун) / Починаючи з 2007 р. відділення щорічно проводить науково-практичну конференцію Львівська ентомологічна школа
- Волинське (голова — О.П.Зінченко)
- Закарпатське (голова — В.Г.Рошко)
- Одеське (голова — В.А.Трач)
- Ніжинське (голова — П.М.Шешурак)
- Івано-Франківське (голова — А.Г.Сіренко)
- Херсонське (голова — І.М.Мринський)
- Уманське (голова — Ю.П.Яновський)
- Чернівецьке (голова — В.О.Гурко)
- Дніпровське (голова — К.К.Голобородько)
- Білоцерківське (голова — С.В.Горновська)

## Періодичні видання УЕТ
- Журнал Українського ентомологічного товариства (1993–1998)
- Український ентомологічний журнал (2010– )
- Українська ентомофауністика (2010– )
- Вісті Харківського ентомологічного товариства (1993-) [Архівовано 1 грудня 2017 у Wayback Machine.]